# Marokau
Marokau egy atoll sziget a Dél-Csendes-óceánon. A terület politikailag Francia Polinéziához tartozik. Marokau a Tuamotu-szigetek egyik alcsoportjának, a Hikueru szigetcsoportnak, azon belül pedig az apró Két csoport-szigetek része. A Hikueru szigetcsoport a Tuamotu szigetcsoport központi részén található. A Hikueru szigetcsoport másik négy tagja Hikueru, Ravahere, Reitoru és Tekokota. A szigetcsoport legészakibb szigete Tekokata. Tőle délre az első sziget Hikueru 22km-re. Marokau  Hikuerutól északnyugatra található 46km-re. Legközelebbi szomszédja a szintén a Két csoport-szigetekhez tartozó Ravahere tőle 1,8km-re fekszik délkeletre. Marokau Tahititől 714km-re fekszik keletre.
Marokau atoll alakja egy majdnem egyenlő oldalú (22km) háromszög. Sekély, belső lagúnájának területe 215,6km2, amelybe két szoroson keresztül lehet bejutni az óceán felől. Az egyik szoros keleten, a másik északon van a fő település közelében. Szárazföldjeinek összterülete 14,7km2. Marokau lakossága 99 fő állandó lakos volt a 2007-es népszámláláskor. Az sziget fő települése Vaiori, amely a sziget északi részén található.

## Története
Marokau atollt legelőször Louis Antoine de Bougainville francia felfedező fedezte fel a nyugat számára 1768-ban, aki ottjártakor partra is szállt. 1769. április 6-án James Cook hajós kapitány is kikötött a szigeten. Ekkor adta Marokau és Ravahere szigeteknek a Két csoport-szigetek elnevezést. Ezután Edward Belcher brit tengerész látogatott az atollra 1826. február 28-án.
A 19. században Hikueru francia gyarmat lett. Ekkor a lakosság 60 fő volt (1850. környékén).
Az 1903-as trópusi ciklon hatalmas károkat okozott a szigeteken. A 12 méteres hullámokat korbácsoló pusztító vihar 95 emberéletet követelt, amelyet később Jack London is részletesen leírt a "South Sea Tales" című regényében.

## Közigazgatás
Közigazgatásilag Marokau atoll Hikueru települési önkormányzathoz tartozik Ravahere, Reitoru és Tekokota atollokkal együtt.

## Gazdasága
A 19. század óta Marokau atoll az egyik legfontosabb sziget a Tuamotu-szigetek közül, amelyen gyöngykagyló telepeken termeltek gyöngyöket 1965-ig.